# Yamauchi Hiroshi
Yamauchi Hiroshi  (Nhật: 山内 溥 (Sơn Nội Phổ) Hepburn: Yamauchi Hiroshi, 7 tháng 11 năm 1927 - 19 tháng 9 năm 2013) là một doanh nhân Nhật Bản. Ông là chủ tịch thứ ba của Nintendo, gia nhập công ty vào năm 1949 cho đến khi từ chức vào ngày 31 tháng 5 năm 2002, được kế nhiệm bởi Iwata Satoru. Trong nhiệm kỳ 53 năm của mình, Yamauchi đã chuyển Nintendo từ một công ty sản xuất bài lá hanafuda chỉ hoạt động duy nhất ở Nhật Bản thành một nhà phát hành trò chơi điện tử và tập đoàn toàn cầu trị giá hàng tỷ đô la.
Vào tháng 4 năm 2013, Forbes ước tính giá trị tài sản ròng của Yamauchi là 2,1 tỷ USD; ông là người giàu thứ 13 ở Nhật Bản và giàu thứ 491 trên thế giới. Năm 2008, Yamauchi là người giàu nhất Nhật Bản với khối tài sản vào thời điểm đó ước tính khoảng 7,8 tỷ USD. Vào thời điểm ông qua đời, Yamauchi là cổ đông lớn nhất nhì của Nintendo.

## Giai đoạn đầu đời
Yamauchi sinh ra ở Kyoto với cha là ông Inaba Shikanojo và mẹ là bà Kimi. Cha ông đã bỏ rơi cả hai khi ông mới lên 5 tuổi, và mẹ ông không thể gánh vác việc làm mẹ đơn thân nên bà đã giao lại cho ông bà. Với việc ông của mình là chủ một doanh nghiệp, việc này đã giúp Yamauchi trở thành người thừa kế tương lai cả một công ty sau này sẽ trở thành Nintendo. Yamauchi được gửi đến một trường dự bị ở Kyoto năm 12 tuổi. Ông dự định học luật hoặc kỹ thuật, nhưng Thế chiến thứ II làm gián đoạn việc học. Vì còn quá trẻ để tham gia chiến đấu, ông được đưa vào làm việc trong một nhà máy quân sự. Khi chiến tranh kết thúc vào năm 1945, Yamauchi đến Đại học Waseda để học luật. Ông kết hôn với Inaba Michiko. Do sự vắng mặt của cha Yamauchi, ông bà của ông đã gặp để thu xếp cuộc hôn nhân.

## Sự nghiệp trong Nintendo

### Sự nghiệp ban đầu
Năm 1949, ông của Yamauchi và chủ tịch của Nintendo, Kaneda Sekiryo, bị đột quỵ. Vì không có người kế nhiệm trực tiếp nào khác, ông yêu cầu Yamauchi đến Nintendo ngay để đảm nhận công việc chủ tịch. Yamauchi phải bỏ dở công việc học luật tại Đại học Waseda để trở về đảm nhận vị trí. Yamauchi chỉ chấp nhận vị trí này nếu ông là thành viên gia đình duy nhất làm việc tại Nintendo. Miễn cưỡng, ông của Yamauchi đồng ý, và qua đời không lâu sau đó. Theo thỏa thuận, người anh họ lớn tuổi của ông phải bị sa thải. Do còn trẻ và thiếu kinh nghiệm quản lý, hầu hết các nhân viên đều không coi trọng Yamauchi và tỏ ra bực bội với ông. Ngay sau khi tiếp quản, ông phải đối mặt với một cuộc đình công của các nhân viên công ty, những người mong đợi ông sẽ từ bỏ. Thay vào đó, ông khẳng định quyền hạn của mình bằng cách sa thải nhiều nhân viên lâu năm nghi ngờ năng lực của ông. Ông đã đổi tên công ty thành Nintendo Karuta và thành lập trụ sở mới tại Kyoto. Yamauchi dẫn dắt Nintendo theo một "phong cách chuyên chế hà khắc". Ông là người duy nhất có quyền đánh giá về các sản phẩm mới tiềm năng và chỉ một sản phẩm hấp dẫn và theo đúng ý của ông mới được phép có mặt trên thị trường.
Ông là người đầu tiên đưa bộ bài Tây bằng nhựa vào thị trường Nhật Bản. Chơi bài Tây vẫn còn là một điều mới lạ ở Nhật Bản và người chơi liên tưởng chúng với các trò chơi cờ bạc kiểu Tây như poker và bridge. Theo mặc định, hầu hết các hoạt động cờ bạc là bất hợp pháp về mặt kỹ thuật, chỉ có một số trường hợp ngoại lệ như đua ngựa, pachinko và xổ số. Do đó, thị trường phân định rõ ràng cho bất kỳ thứ gì liên quan đến cờ bạc, bao gồm cả hanafuda, đều bị hạn chế. "Cú hit" đầu tiên của Yamauchi đến khi ông ký thỏa thuận cấp phép với Walt Disney vào năm 1959 cho bộ bài nhựa của mình. Nintendo đã nhắm mục tiêu thẻ chơi bài của mình như một công cụ cho các trò chơi tiệc tùng mà cả gia đình có thể thưởng thức, một điềm báo trước về cách tiếp cận của công ty trong thế kỷ 21. Mối quan hệ với Disney đã được thực hiện theo mục tiêu đó. Thẻ chơi bài Disney của Nintendo cũng được kèm theo một tập sách nhỏ, mỏng với nhiều hướng dẫn cho các trò chơi bài khác nhau. Chiến lược này đã thành công và sản phẩm đã bán được 600.000 bộ chỉ trong một năm, sớm đưa Nintendo lên ngôi thống trị thị trường chơi bài Nhật Bản. Với thành công này, Yamauchi một lần nữa đổi tên công ty thành Nintendo Company Limited, đưa công ty ra đại chúng và trở thành chủ tịch. Sau đó, ông quyết định đến Hoa Kỳ để thăm United States Playing Card Company, nhà sản xuất bài lớn nhất thế giới. Khi đến Cincinnati, Yamauchi thất vọng khi chỉ thấy một văn phòng và nhà máy quy mô nhỏ. Điều này dẫn đến việc ông nhận thức rằng sản xuất thẻ bài là một công việc kinh doanh cực kỳ hạn chế.
Khi trở về Nhật Bản, Yamauchi quyết định đa dạng hóa công ty. Một số lĩnh vực mới mà ông mạo hiểm tham gia bao gồm một công ty taxi tên là Daiya, một khách sạn tình yêu với các phòng cho thuê theo giờ (nơi mà ông cũng thường xuyên lui tới), và bán cơm phần ăn liền. Tất cả các liên doanh này cuối cùng đều thất bại và đưa công ty đến bờ vực phá sản. Tuy nhiên, một ngày nọ, Yamauchi phát hiện ra một kỹ sư nhà máy tên là Yokoi Gunpei đang chơi với một bộ móng vuốt có thể kéo dài ra trông khá đơn giản, thứ mà Yokoi tự làm để giải trí trong thời gian nghỉ ngơi. Yamauchi ra lệnh cho Yokoi phát triển cái ngàm móng vuốt có thể dãn dài ra đó thành một sản phẩm thích hợp. Sản phẩm được đặt tên là Ultra Hand và đã gây được tiếng vang ngay lập tức. Sau đó, Yamauchi quyết định chuyển trọng tâm của Nintendo sang sản xuất đồ chơi. Với một hệ thống phân phối đã được thiết lập thành các cửa hàng bách hóa cho các thẻ bài, quá trình chuyển đổi là một lẽ tự nhiên đối với Nintendo. Yamauchi thành lập một bộ phận mới có tên Games and Setup, ban đầu chỉ có Yokoi và một nhân viên khác quản lý tài chính, được đặt tại một nhà kho ở Kyoto với mục đích nghiên cứu và phát triển. Yokoi Gunpei là người duy nhất được giao để phát triển các sản phẩm mới. Yokoi đã sử dụng bằng kỹ sư của mình bằng cách phát triển những thứ mà ngày nay được gọi là đồ chơi chạy điện như Máy Love Tester và một khẩu súng ánh sáng sử dụng lõi pin mặt trời để nhắm mục tiêu. Những đồ chơi chạy điện này khá mới lạ vào những năm 1960 khi hầu hết các đồ chơi khác có nguồn gốc đơn giản, chẳng hạn như đồ chơi xếp hình khối hoặc búp bê. Cuối cùng, Nintendo đã thành công trong việc khẳng định mình là một người dám chơi lớn trên thị trường đồ chơi.

### Bắt đầu kỷ nguyên điện tử
Yamauchi nhận ra rằng những đột phá về công nghệ trong ngành công nghiệp điện tử có nghĩa là thiết bị điện tử có thể được kết hợp vào các sản phẩm giải trí vì giá cả đang rất tốt. Atari và Magnavox đã bán các thiết bị chơi trò chơi để sử dụng với TV. Yamauchi cũng thương lượng giấy phép với Magnavox để bán máy chơi trò chơi của mình, Magnavox Odyssey. Sau khi thuê một số nhân viên của Sharp Electronics, Nintendo đã tung ra Color TV Game 6 tại Nhật Bản, sau đó là một số bản sửa đổi và cập nhật của loạt này.
Yamauchi đã yêu cầu Nintendo mở rộng sang Hoa Kỳ để tận dụng lợi thế hiện có của thị trường trò chơi thùng đang phát triển của Hoa Kỳ. Ông đã thuê con rể của mình là Arakawa Minoru đứng đầu hoạt động mới tại Hoa Kỳ. Những bản hit ở Nhật của họ như Radar Scope, Space Fever và Sheriff không thành công khi đến Hoa Kỳ, vì vậy Yamauchi đã quay qua dự án Donkey Kong của nhà thiết kế Miyamoto Shigeru, vào năm 1981, dự án này đã trở thành một cú hit.
Yamauchi đã truyền cho Nintendo một quy trình phát triển công nghiệp độc đáo. Ông thành lập ba đơn vị nghiên cứu và phát triển riêng biệt, cạnh tranh với nhau và nhắm mục đích chung là sự đổi mới. Hệ thống này đã đẩy mạnh sự ra đời của các sản phẩm tiện ích khác thường và thành công. Yokoi, người đứng đầu R & D1, đã tạo ra trò chơi điện tử LCD di động đầu tiên có bộ vi xử lý được gọi là Game & Watch. Mặc dù Game & Watch đã thành công, Yamauchi muốn thứ gì đó đủ rẻ để hầu hết mọi người đều có thể mua được nhưng cũng đủ độc đáo để nó có thể thống trị thị trường càng lâu càng tốt.

### Nintendo Entertainment System
Yamauchi tự tin với Famicom đến mức hứa với một công ty điện tử nọ là sẽ đạt một triệu đơn hàng trong vòng hai năm. Famicom đã dễ dàng đạt được mục tiêu đó. Sau khi bán được vài triệu chiếc, Yamauchi nhận ra tầm quan trọng của phần mềm chạy trên hệ thống của trò chơi và việc phải đảm bảo hệ thống này dễ lập trình. Yamauchi tin rằng các kỹ thuật viên không tạo ra các trò chơi xuất sắc, nhưng các họa sĩ thì có. Famicom được phát hành tại Hoa Kỳ với tên gọi Nintendo Entertainment System (NES). Yamauchi, không có nền tảng kỹ thuật hay trò chơi điện tử, là người duy nhất quyết định trò chơi nào sẽ được phát hành. Trực giác vượt trội của ông ấy về những gì mọi người muốn trong tương lai có thể là một trong những lý do dẫn đến thành công của Nintendo. Để giúp sáng tạo nổi lên, ông đã tạo ra ba nhóm nghiên cứu và phát triển và cho phép họ cạnh tranh với nhau. Điều này khiến các nhà thiết kế phải làm việc chăm chỉ hơn để cố gắng làm cho trò chơi của họ được chấp thuận.

### Super Nintendo Entertainment System
Năm 1990, Super Famicom được phát hành tại Nhật Bản. Nó được phát hành một năm sau đó ở Bắc Hoa Kỳ và vào năm 1992 ở Châu Âu, ở cả hai khu vực với tên gọi Super Nintendo Entertainment System (SNES). Super Famicom đã được bán hết trong vòng ba ngày tại Nhật Bản và các game thủ cắm trại nhiều ngày bên ngoài các cửa hàng với hy vọng nhận được lô hàng tiếp theo. Nintendo cho thấy sự mở rộng lớn trong giai đoạn này với các nhà máy mới, cơ sở R&D và quan hệ đối tác với Rare. Yamauchi ngay từ đầu đã thể hiện khả năng xác định trò chơi nào hay dù chưa bao giờ chơi chúng, và ông tiếp tục làm điều đó một mình cho đến ít nhất là năm 1994. Một bài báo năm 1995 trên tạp chí Next Generation báo cáo Yamauchi, dù đã 68 tuổi, "vẫn còn rất nhiều trách nhiệm" đối với Nintendo và gọi ông là "Người đàn ông đáng sợ và được nể trọng nhất trong ngành công nghiệp trò chơi điện tử".
Năm 1995, Virtual Boy được phát hành nhưng không bán chạy. Tuy nhiên, Yamauchi nói trong một cuộc họp báo rằng ông vẫn tin tưởng vào nó và công ty sẽ tiếp tục phát triển trò chơi cho nó. Trong năm tài chính kết thúc vào ngày 31 tháng 3 năm 1995, Nintendo đạt doanh thu 416 tỷ yên.

### Nintendo 64
Năm 1996, Nintendo phát hành hệ máy mới, có khả năng 3D hoàn toàn, Nintendo 64. Vào khoảng thời gian này, Yamauchi đã công khai nói rằng ông muốn nghỉ hưu nhưng không nghĩ rằng có bất kỳ ứng cử viên nào đủ tốt để kế nhiệm ông. Một năm sau, ông tuyên bố sẽ nghỉ hưu vào năm 2000, bất chấp việc thiếu người kế nhiệm giỏi, và đặc biệt ông muốn kết thúc sự nghiệp của mình với sự ra mắt của 64DD.  Năm 1999, Yamauchi và Nintendo thông báo ý định làm việc trên một hệ thống mới với bộ xử lý Gekko của IBM và công nghệ DVD Matsushita có tên mã là Dolphin. Hệ thống này được đặt tên là GameCube. Yamauchi đã có buổi nói chuyện tại E3 về những tác động mà việc phát hành Xbox sẽ gây ra cho GameCube.

### GameCube
Yamauchi chào hàng GameCube như một cỗ máy được thiết kế dành riêng để trở thành một máy chơi trò chơi điện tử, một cách tiếp cận mà ông cho là khác với Microsoft và Sony cho các hệ máy Xbox và PlayStation 2 tương ứng (cả hai đều có chức năng phát DVD và CD-ROM, trong khi Xbox còn có ổ cứng tích hợp). Sự nhấn mạnh này hướng tới "khả năng hiệu suất" và việc tạo ra phần cứng cho phép các nhà phát triển "dễ dàng tạo ra trò chơi" là những gì Yamauchi tin rằng sẽ tạo nên sự khác biệt của GameCube so với các đối thủ cạnh tranh.
Yamauchi cũng muốn chiếc máy này phải là loại rẻ nhất, với niềm tin của ông rằng mọi người "không chơi với cái máy. Họ chơi với phần mềm và họ buộc phải mua một máy chơi trò chơi để sử dụng phần mềm. Do đó giá của máy phải rẻ nhất có thể ". Do đó, Nintendo định giá GameCube rẻ hơn đáng kể so với các đối thủ của nó trên thị trường, mặc dù các trò chơi của máy có giá tương đương với những trò chơi được thiết kế cho các hệ máy cạnh tranh.

### Sau nhiệm kỳ tại Nindendo
Vào ngày 24 tháng 5 năm 2002, Yamauchi từ chức chủ tịch Nintendo và được kế nhiệm bởi người đứng đầu Bộ phận Kế hoạch Công ty của Nintendo, Iwata Satoru. Yamauchi sau đó trở thành chủ tịch hội đồng quản trị của Nintendo. Ông rời hội đồng quản trị vào ngày 29 tháng 6 năm 2005, do tuổi đã lớn, và vì ông tin rằng ông đã trao công ty cho người tốt. Yamauchi cũng từ chối nhận lương hưu, được báo cáo là khoảng 9 đến 14 triệu đô la, tin rằng Nintendo có thể sử dụng nó tốt hơn. Ông vẫn là cổ đông lớn nhất của Nintendo và tính đến năm 2008 vẫn giữ 10% cổ phần tại Nintendo. Ông là người giàu thứ 12 tại Nhật Bản nhờ cổ phần tại Nintendo kể từ sau thành công với máy Wii và Nintendo DS.  ông đã quyên góp phần lớn số tiền 7,5 tỷ yên để xây dựng một trung tâm điều trị ung thư mới ở Kyoto. Năm 2006, ông thành lập Shigureden, một bảo tàng thơ văn ở Kyoto.

## Đời tư
Năm 1950, vợ của Yamauchi, Michiko, sinh con đầu lòng, một cô con gái tên là Yōko. Trong vài năm sau đó, Michiko bị sảy thai vài lần và thường xuyên đau ốm. Năm 1957, bà sinh thêm một cô con gái, Fujiko và ngay sau đó là một cậu con trai tên là Katsuhito.
Khi cha của Yamauchi, Shikanojō, trở lại nhiều năm sau đó để gặp con trai mình, Yamauchi từ chối nói chuyện với ông. Khi Yamauchi gần 30 tuổi, người chị cùng cha khác mẹ của ông liên lạc với ông và thông báo rằng Shikanojō đã chết vì đột quỵ. Tại đám tang, ông gặp vợ của cha mình và 4 cô con gái của họ mà ông chưa từng biết mặt. Ông bắt đầu cảm thấy hối tiếc vì đã không tận dụng cơ hội để hòa giải với cha mình khi ông vẫn còn sống. Cái chết của cha đã thay đổi Yamauchi, ông đau buồn trong nhiều tháng và khóc rất nhiều. Kể từ đó, ông thường xuyên đến thăm mộ cha mình.
Yamauchi được mô tả là một người đàn ông nghiêm khắc và chỉ tập trung vào công việc kinh doanh. Ông không chơi trò chơi điện tử; sở thích nghiêm túc duy nhất của ông là chơi cờ vây,  dù Uemura Masayuki, kỹ sư chính của NES phiên bản gốc, đã tuyên bố rằng ông cũng rất thích hanafuda và sẽ chơi bài với các nhân viên Nintendo tại những buổi tiệc. Ông được xếp hạng thứ bảy dan ở môn cờ vây, tương đương với một kiện tướng cờ vua phương Tây.

## Quyền sở hữu Seattle Mariners
Vào đầu những năm 1990, đội bóng chày chuyên nghiệp Seattle Mariners được rao bán và Thượng nghị sĩ Hoa Kỳ Slade Gorton yêu cầu Nintendo của Hoa Kỳ tìm một nhà đầu tư Nhật Bản để giữ câu lạc bộ ở lại Seattle. Yamauchi đề nghị mua nhượng quyền thương mại, mặc dù ông chưa bao giờ đến xem một trận bóng chày. Mặc dù chủ sở hữu chấp nhận lời đề nghị, ủy viên MLB Fay Vincent và ủy ban sở hữu đã phản đối mạnh mẽ ý tưởng của một chủ sở hữu không phải người Bắc Hoa Kỳ và không chấp thuận thỏa thuận. Tuy nhiên, trước sự ủng hộ và tình cảm mạnh mẽ của người dân Seattle và báo chí, ủy viên đã chính thức thông qua thương vụ này, với điều kiện Yamauchi có dưới 50% phiếu bầu. Đây là một bước phát triển lớn trong bóng chày Hoa Kỳ, vì điều này đã mở ra cánh cửa cho các cầu thủ bóng chày Nhật Bản đến với các đội bóng của các giải đấu của Hoa Kỳ, mà trước đó đã luôn bị từ chối[cần dẫn nguồn]. Năm 2000, câu lạc bộ đã kiếm được khoản lợi nhuận đầu tiên là 2,6 triệu đô la kể từ khi được Yamauchi mua lại. Yamauchi chưa bao giờ tham dự một trận đấu nào của Mariners.

## Qua đời
Vào ngày 19 tháng 9 năm 2013, ở tuổi 85, Yamauchi qua đời tại bệnh viện do biến chứng của bệnh viêm phổi. Nintendo đã phát hành một thông báo nói rằng các nhân viên của họ thương tiếc sự mất mát của ngài cựu chủ tịch.